# Kamil Majchrzak
Kamil Majchrzak (ur. 13 stycznia 1996 w Piotrkowie Trybunalskim) – polski tenisista, złoty medalista Letnich Igrzysk Olimpijskich Młodzieży 2014, zwycięzca wielkoszlemowego US Open w grze podwójnej chłopców w 2013 roku. Wielokrotny medalista mistrzostw Polski w różnych kategoriach wiekowych oraz brązowy medalista indywidualnych mistrzostw Europy juniorów z 2013 roku. W 2011 w parze z Phillipem Greskiem zdobyli złoty medal na olimpijskim festiwalu młodzieży Europy.
Najwyżej sklasyfikowany w rankingu ATP World Tour w singlu był na 75. miejscu (28 lutego 2022).

## Kariera tenisowa

### Kariera juniorska
Wielokrotnie zdobywał medale w juniorskich mistrzostwach Polski. W 2013 roku osiągnął brązowy medal indywidualnych mistrzostw Europy juniorów. Razem z Phillipem Greskiem zdobyli złoty medal na Olimpijskim Festiwalu Młodzieży Europy 2011. W 2012 roku osiągnął srebrny medal drużynowych mistrzostw Europy „Tennis Europe” do lat 16. W parze z Greskiem zdobył w 2010 roku złoty medal indywidualnych mistrzostw Europy „Tennis Europe” do lat 14.
W 2013 roku osiągnął finał rywalizacji w grze podwójnej w wielkoszlemowym US Open. W meczu o mistrzostwo razem z Martinem Redlickim pokonali debel Quentin Halys–Frederico Ferreira Silva wynikiem 6:3, 6:4.
W 2014 roku Majchrzak osiągnął ćwierćfinał gry pojedynczej i półfinał gry podwójnej na wielkoszlemowym juniorskim Australian Open.
W sierpniu 2014 razem z Hubertem Hurkaczem i Janem Zielińskim zajęli 2. miejsce w drużynowych mistrzostwach Europy juniorów.
Na igrzyskach olimpijskich młodzieży rozgrywanych w Nankinie zdobył złoty medal w grze pojedynczej, pokonując w półfinale najlepszego juniora świata Andrieja Rublowa, a w finale Brazylijczyka Orlando Luza. W grze mieszanej zdobył brązowy medal.

### Kariera zawodowa
W marcu 2014 roku Majchrzak triumfował w zawodach ITF Men’s Circuit w Kartagenie. Był to pierwszy tytuł tej rangi w jego karierze. W lipcu 2014 roku zdobył drugi tytuł w turnieju o tej samej kategorii w Michalovcach, a w kwietniu 2015 roku wywalczył trzeci tytuł w hiszpańskim Reus. W maju 2015 zwyciężył w kolejnych zawodach tej samej rangi – w rumuńskim Bacău.
W październiku 2015 roku Kamil Majchrzak dotarł do pierwszego w karierze finału turnieju rangi ATP Challenger Tour w Al-Muhammadii. W ćwierćfinale po raz pierwszy zanotował zwycięstwo nad zawodnikiem z Top 100 rankingu ATP Markiem Cecchinato, natomiast w półfinale odniósł najważniejsze dotąd zwycięstwo w karierze, pokonując rozstawionego z „jedynką” 62. zawodnika świata Pabla Carreño-Bustę. W meczu o tytuł przegrał z Hiszpanem Robertem Carballésem Baeną 6:7(4), 2:6.
W grudniu 2022 roku w organizmie Majchrzaka została wykryta obecność niedozwolonych środków poprawiających wydolność. W czerwcu 2023 International Tennis Integrity Agency akceptując tłumaczenia zawodnika, że przyjmował zakazane środki nieświadomie, a także, że wcześniej konsultował się on z dietetykiem, który miał zatwierdzić dany suplement i poświadczyć pozytywnie o jego zawartości zawiesił go na 13 miesięcy. Zawieszenie zakończyło się 29 grudnia 2023.
W 2025 roku dotarł do czwartej rundy Wimbledonu.

## Statystyki

### Historia występów wielkoszlemowych
Legenda
     W, wygrany turniej
     F, przegrana w finale
     SF, przegrana w półfinale
     QF, przegrana w ćwierćfinale
     xR, przegrana w x rundzie
     A, brak startu
     NH, turniej nie odbył się

#### Występy w grze pojedynczej
| Australian Open        | 1Q  | 1R  | A   | 1R  | 2R | A | A   | 1R | 0 / 4  | 1 – 4  |  |  |  |  |  |  |  |  |  |  |  |  |  |  |  |  |
| French Open            | 1Q  | 1Q  | 1R  | 2R  | 1R | A | A   | 1R | 0 / 4  | 1 – 4  |  |  |  |  |  |  |  |  |  |  |  |  |  |  |  |  |
| Wimbledon              | 2Q  | 1R  | NH  | 3Q  | 1R | A | A   | 4R | 0 / 3  | 3 – 3  |  |  |  |  |  |  |  |  |  |  |  |  |  |  |  |  |
| US Open                | 2Q  | 3R  | 1R  | 1R  | 1R | A | 3Q  |    | 0 / 4  | 2 – 4  |  |  |  |  |  |  |  |  |  |  |  |  |  |  |  |  |
|                        |     |     |     |     |    |   |     |    |        |        |  |  |  |  |  |  |  |  |  |  |  |  |  |  |  |  |
| Ranking na koniec roku | 177 | 101 | 107 | 116 | 78 | - | 120 |    | 0 / 15 | 7 – 15 |  |  |  |  |  |  |  |  |  |  |  |  |  |  |  |  |

### Finały turniejów rangi Futures i Challenger

#### Gra pojedyncza
| Legenda                   |
| ------------------------- |
| ATP Challenger Tour (5–5) |
| ITF Men’s Circuit (11–5)  |

| Wygrane według nawierzchni |
| -------------------------- |
| Twarda (6–2)               |
| Ceglana (10–7)             |
| Trawiasta (0–1)            |

| Końcowy wynik | Nr  | Data                 | Turniej                    | Nawierzchnia | Przeciwnik              | Wynik finału     |
| Zwycięzca     | 1.  | 1 marca 2014         | Kartagena, F4              | Ceglana      | Roberto Carballés Baena | 1:6, 7:6(4), 6:3 |
| Zwycięzca     | 2.  | 27 lipca 2014        | Michalovce, F2             | Ceglana      | Filip Brtnicky          | 6:2, 6:3         |
| Finalista     | 1.  | 6 września 2014      | Piekary Śląskie, F7        | Ceglana      | Dušan Lojda             | 6:4, 3:6, 6:7(3) |
| Finalista     | 2.  | 25 stycznia 2015     | Kair, F2                   | Ceglana      | Mohamed Safwat          | 5:7, 3:6         |
| Finalista     | 3.  | 1 lutego 2015        | Kair, F3                   | Ceglana      | Laslo Đere              | 3:6, 5:7         |
| Zwycięzca     | 3.  | 19 kwietnia 2015     | Reus, F9                   | Ceglana      | Marc Giner              | 6:3, 6:2         |
| Zwycięzca     | 4.  | 30 maja 2015         | Bacău, F4                  | Ceglana      | Dragoș Dima             | 6:1, 6:2         |
| Finalista     | 4.  | 11 października 2015 | Al-Muhammadijja Challenger | Ceglana      | Roberto Carballés Baena | 6:7(4), 2:6      |
| Finalista     | 5.  | 1 maja 2016          | Segedyn, F2                | Ceglana      | Germain Gigounon        | 6:4, 6:3         |
| Zwycięzca     | 5.  | 23 maja 2016         | Czerkasy, F2               | Ceglana      | Władysław Manafow       | 6:1, 6:4         |
| Zwycięzca     | 6.  | 12 czerwca 2016      | Sopot, F3                  | Ceglana      | Andriej Kapaś           | 7:5, 6:4         |
| Zwycięzca     | 7.  | 15 stycznia 2017     | Antalya, F1                | Twarda       | Liam Broady             | 5:7, 6:3, 6:3    |
| Finalista     | 6.  | 18 czerwca 2017      | Sopot, F1                  | Ceglana      | Zdeněk Kolář            | 3:6, 2:6         |
| Finalista     | 7.  | 14 października 2017 | Taszkent, Challenger       | Twarda       | Guillermo García-López  | 1:6, 6:7(1)      |
| Zwycięzca     | 8.  | 21 października 2017 | Rodez, F24                 | Twarda       | Antoine Hoang           | 7:6(3), 2:6, 6:1 |
| Finalista     | 8.  | 14 października 2018 | Taszkent, Challenger       | Twarda       | Félix Auger-Aliassime   | 3:6, 2:6         |
| Zwycięzca     | 9.  | 31 marca 2019        | Saint-Brieuc, Challenger   | Twarda       | Maxime Janvier          | 6:3, 7:6(1)      |
| Zwycięzca     | 10. | 5 maja 2019          | Ostrawa, Challenger        | Ceglana      | Jannik Sinner           | 6:1, 6:0         |
| Zwycięzca     | 11. | 12 września 2020     | Prościejów, Challenger     | Ceglana      | Pablo Andújar           | 6:2, 7:6(5)      |
| Finalista     | 9.  | 20 czerwca 2021      | Nottingham, Challenger     | Trawiasta    | Alex Bolt               | 6:4, 4:6, 3:6    |
| Finalista     | 10. | 19 września 2021     | Szczecin, Challenger       | Ceglana      | Zdeněk Kolář            | 6:7(4), 5:7      |
| Zwycięzca     | 12. | 23 października 2022 | Pusan, Challenger          | Twarda       | Radu Albot              | 6:4, 3:6, 6:2    |
| Zwycięzca     | 13. | 7 stycznia 2024      | Monastyr, M15              | Twarda       | Ryuki Matsuda           | 6:1, 6:1         |
| Zwycięzca     | 14. | 11 lutego 2024       | Hammamet, M25              | Ceglana      | Jay Clarke              | 6:3, 7:5         |
| Zwycięzca     | 15. | 2 marca 2024         | Kigali, Challenger         | Ceglana      | Marco Trungelliti       | 6:4, 6:4         |
| Zwycięzca     | 16. | 7 kwietnia 2024      | Szarm el-Szejk, M25        | Twarda       | Karim-Mohamed Maamoun   | 6:3, 6:2         |

### Historia występów w juniorskim Wielkim Szlemie w singlu
| Turniej         | 2013 | 2014 |
| --------------- | ---- | ---- |
| Australian Open | A    | QF   |
| French Open     | 2R   | 2R   |
| Wimbledon       | 1R   | 2R   |
| US Open         | 1R   | A    |

### Historia występów w juniorskim Wielkim Szlemie w deblu
| Turniej         | 2013 | 2014 |
| --------------- | ---- | ---- |
| Australian Open | A    | SF   |
| French Open     | 2R   | 1R   |
| Wimbledon       | 2R   | 1R   |
| US Open         | W    | A    |

### Medale igrzysk olimpijskich młodzieży

#### Gra pojedyncza
| Końcowy wynik | Rok  | Turniej | Nawierzchnia | Przeciwnik  | Wynik finału |
| Złoty medal   | 2014 | Nankin  | Twarda       | Orlando Luz | 6:4, 7:5     |

#### Gra mieszana
| Końcowy wynik | Rok  | Turniej | Nawierzchnia | Partnerka     | Przeciwnicy             | Wynik finału   |
| Brązowy medal | 2014 | Nankin  | Twarda       | Fanny Stollár | Ioana Ducu Matías Zukas | 6:3, 3:6, 10–5 |

### Finały juniorskich turniejów wielkoszlemowych

#### Gra podwójna (1-0)
| Legenda               |
| Australian Open (0–0) |
| French Open (0–0)     |
| Wimbledon (0–0)       |
| US Open (1–0)         |

| Wygrane według nawierzchni |
| Twarda (1–0)               |
| Ceglana (0–0)              |
| Trawiasta (0–0)            |

| Końcowy wynik | Rok  | Turniej | Nawierzchnia | Partner         | Przeciwnicy                            | Wynik finału |
| Zwycięzca     | 2013 | US Open | Twarda       | Martin Redlicki | Quentin Halys Frederico Ferreira Silva | 6:3, 6:4     |